# Yoshiyuki Shinoda
Yoshiyuki Shinoda (Yamanashi, 18 juni 1971) is een voormalig Japans voetballer.

## Carrière
Yoshiyuki Shinoda speelde tussen 1990 en 2004 voor Kofu en Avispa Fukuoka.